# Ian Haugland
Pour les articles homonymes, voir Haugland.

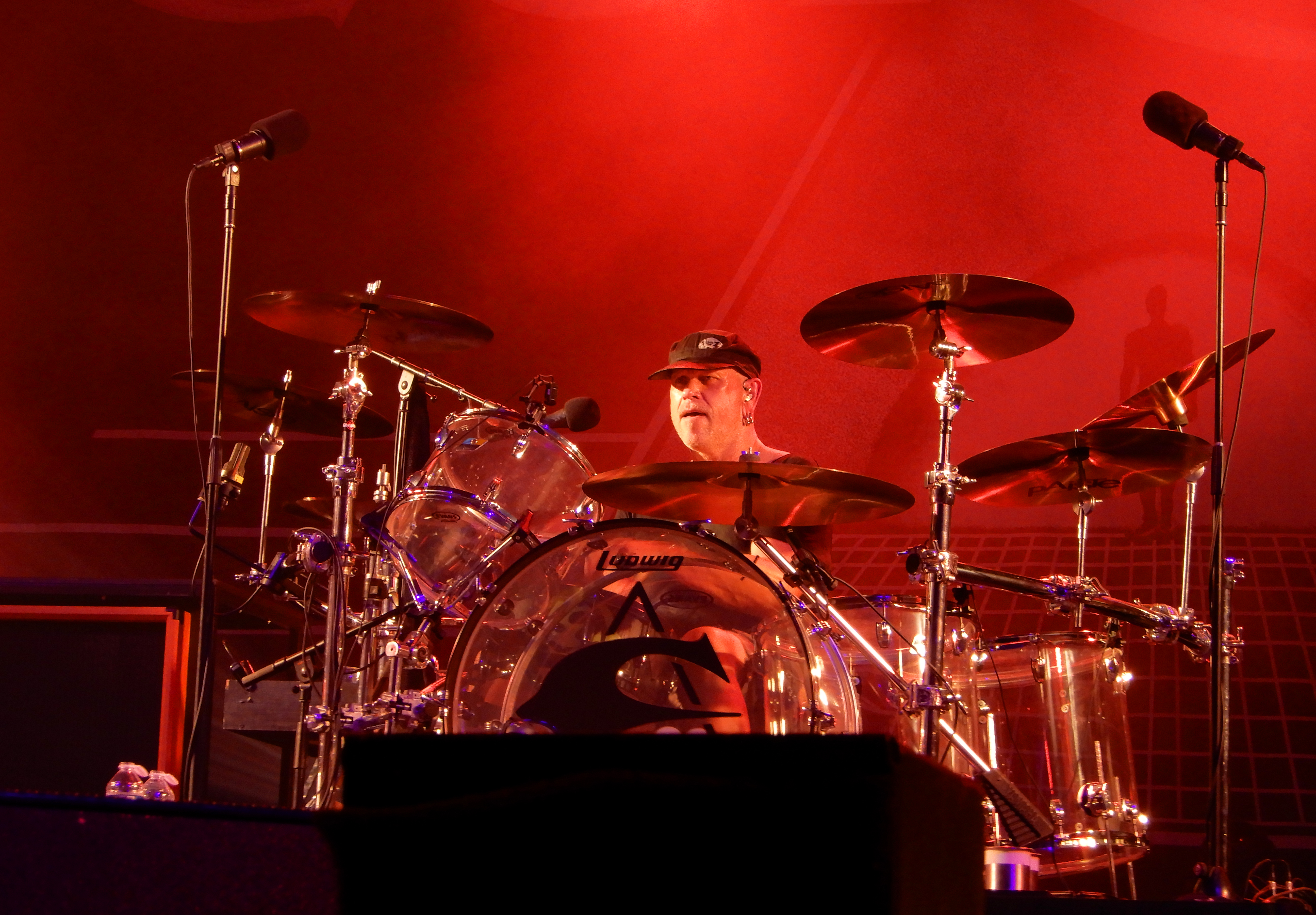
Ian Haugland (Europe) au Festival Estival de Trélazé en 2019

Jan-Håkan „Ian“ Haugland est un batteur de rock suédois né le 13 août 1964 , essentiellement connu pour sa participation au groupe de hard rock suédois Europe.

## Biographie
Né en Norvège à Storslett, il déménage avec ses parents dans la banlieue de Stockholm. Il devient batteur sur la scène locale avec le groupe « Trilogy » - une des formations qui ont concurrencé Europe lors du concours « Rock SM ». Il remplace Tony Reno comme batteur en 1984 et part en tournée avec Europe pour promouvoir l'album Wings of Tomorrow, bien qu'il n'ait pas participé à l'enregistrement de cet album. Par la suite, Ian participe à l'enregistrement des 3 autres albums d'Europe, dont The Final Countdown.
Quand Europe se sépare en 1992, il reforme Trilogy pour un court moment et rejoint plusieurs groupes tels que Brazen Abbot.
Il est également bien connu pour son émission de rock, le matin à la station de radio « Rockklassiker » de Stockholm, où sa joie de vivre atteint des milliers d'auditeurs fidèles chaque matin.

## Discographie

### Albums studio avec Europe
- 1986 - The Final Countdown
- 1988 - Out of This World
- 1991 - Prisoners in Paradise
- 2004 - Start from the Dark
- 2006 - Secret Society
- 2009 - Last Look at Eden
- 2012 - Bag of Bones